# Actitud (arte)

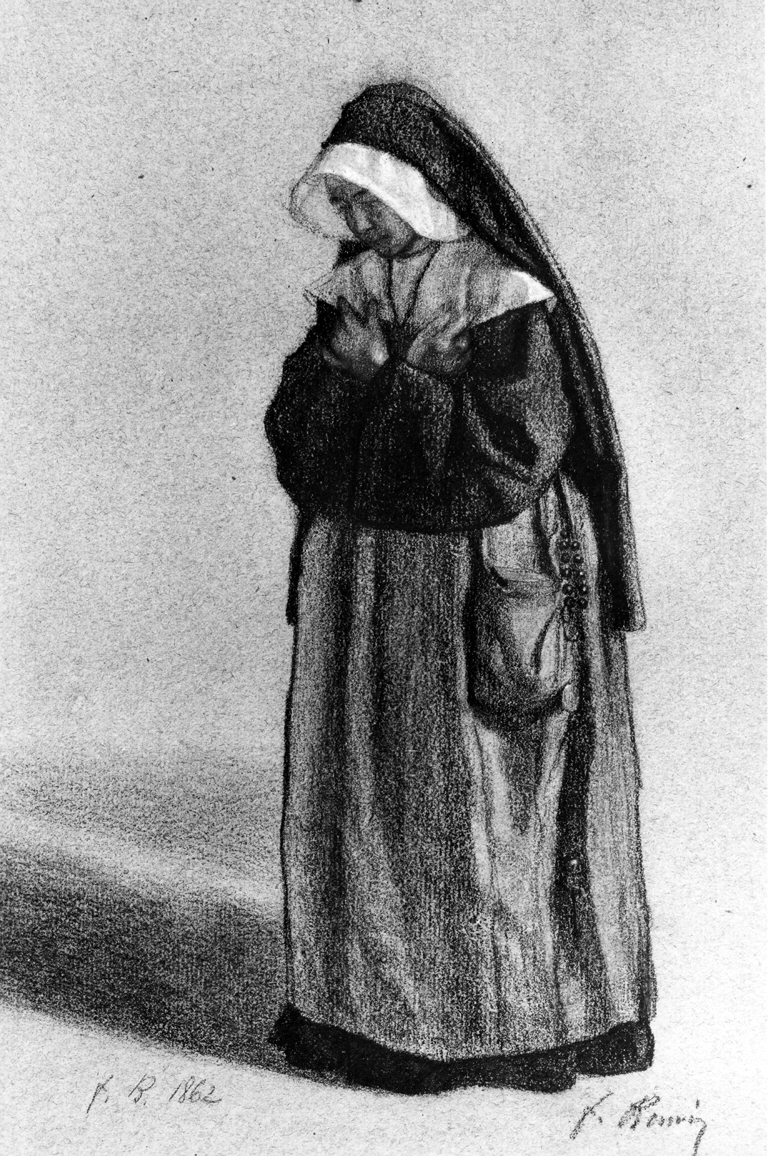
Monja de pie en actitud de oración [Nun Standing in Attitude of Prayer] (1862) por François Bonvin. Pintura al pastel y carboncillo sobre papel.

La actitud, en términos de las bellas artes, se refiere a la postura o gesto que le da un pintor o escultor a una figura. Se aplica al cuerpo y no al estado mental, pero se presume que la disposición del cuerpo sirve un propósito comunicativo o expresivo. Un ejemplo de una actitud convencional en el arte es la proskynesis para indicar el respeto sumiso hacia Dios, hacia los emperadores, hacia los clérigos de alto rango y hacia los iconos religiosos; en el arte bizantino, es particularmente característica en las representaciones del emperador que rinde homenaje a Cristo. En el estudio de la historia del arte de los siglos XX y XXI, la actitud se utiliza generalmente para etiquetar una de estas posturas convencionales; otro ejemplo es la postura de orante.

La actitud era probablemente más importante como término estético en el siglo XIX cuando se definía en un diccionario, relacionado con el arte, como la postura o inclinación de las extremidades de una figura, por la cual descubrimos la acción en la que está comprometida, y el sentimiento mismo que se supone que está en la mente de la persona representada. La actitud comprende todos los movimientos del cuerpo y requiere un conocimiento perfecto de la proporción y de todo lo que se refiera al centro de gravedad; pero cualquiera que sea la actitud que se le dé a una figura, esa actitud debe mostrar las partes hermosas, tanto como el tema lo permita; hay que dejar al tema ser lo que quiera ser. Además, debe tener un giro que pueda difundir la belleza por sobre la acción, pero manteniendo la probabilidad o el carácter de la figura. Se permite que la elección de actitudes finas constituya la mayor parte de las bellezas del agrupamiento.

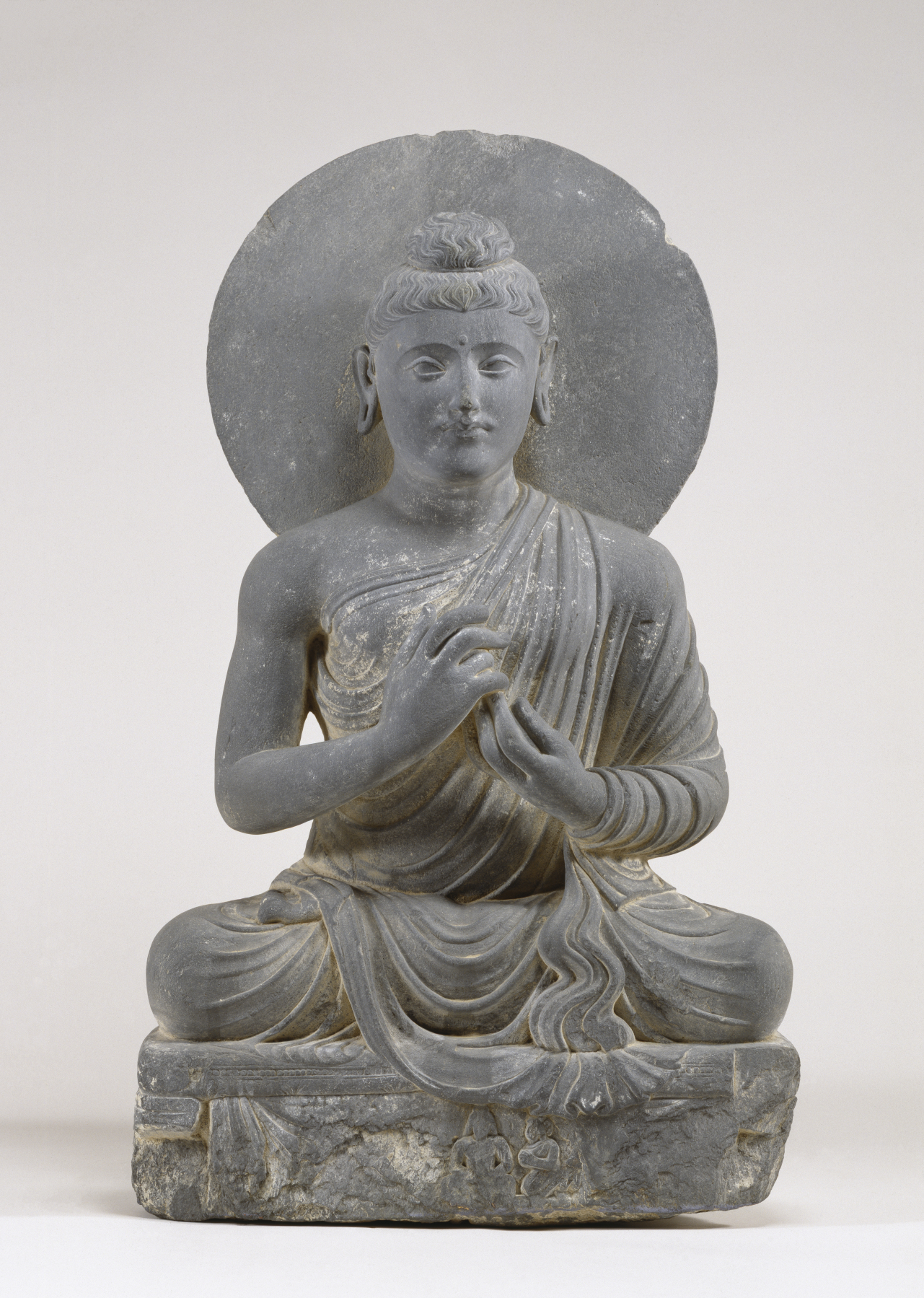
Buda sentado en actitud de predicación (Seated Buddha in the Attitude of Preaching). Arte greco-budista del siglo II: el gesto con la mano (mudra) indica que el Buda está dando un sermón.